# Valiato de Scutari
El valiato de Scutari, Shkodër o Shkodra (en turco: İşkodra Vilayeti o Vilayet-i İşkodra; en albanés: Vilajeti i Shkodrës) fue una división administrativa de primer nivel (valiato) del Imperio otomano que existió desde 1867 hasta 1913, ubicada en partes de lo que hoy es Montenegro y Albania. A fines del siglo XIX, según los informes, tenía un área de 5310 millas cuadradas (13 752,9 km²).

## Historia
Elvaliato de Scutari se estableció en 1867. El sanjacado de Scutari se estableció cuando el Imperio otomano adquirió Shkodra después del sitio de Shkodra en 1478-1478. Una gran parte del Principado de Zeta se añadió al territorio del sanjacado de Scutari en 1499. En 1514, este territorio se separó del sanjacado de Scutari y se estableció como sanjacado separado de Montenegro, bajo el gobierno de Skenderbeg Crnojević. Cuando murió en 1528, el sanjacado de Montenegro se fusionó con el de Scutari, como unidad administrativa única con cierto grado de autonomía.
En 1867, el sanjacado de Scutari se fusionó con el de Skopie y se convirtió en el valiato de Scutari. Sus sanjacados fueron de Scutari, Prizren y de Dibra. En 1877, Prizren pasó al valiato de Kosovo y Debar pasó al de Monastir, mientras que el municipio de Durrës (Dıraç) se convirtió en sanjacado. Después de la guerra ruso-turca (1877-1878), los municipios de Bar, Podgorica, İşpozi y Zabyak fueron cedidos a Montenegro en 1878. También Ülgün fue cedido a Montenegro en 1881.
A finales del período otomano, a diferencia de otras áreas del imperio, los católicos albaneses en el valiato de Scutari tenían acceso a la enseñanza de la lengua albanesa emergente subvencionada por Austria-Hungría. El clero católico local también participó en el desarrollo de literatura albanesa principalmente religiosa, destinada a preservar y fortalecer la fe católica en la región. Debido en parte a la ubicación de estar cerca de la frontera con Montenegro, el estado eximió a los habitantes de İşkodra del servicio militar regular y, a diferencia de otros habitantes urbanos dentro del imperio, pagaban menos impuestos. 
El control otomano existía principalmente en los pocos centros urbanos y valles del valiato y era mínimo y casi inexistente en las montañas, donde los malisors (montañeses albaneses) vivían una existencia autónoma según kanun (ley tribal) de Lek Dukagjini. Las disputas se resolverían a través de la ley tribal en el marco de la vendetta o gjakmarrja (enemistades de sangre) y la actividad se generalizó entre los malisors, mientras que los funcionarios otomanos refutaron rotundamente la práctica. El diecinueve por ciento de las muertes de hombres en el valiato de Scutari fueron causadas por asesinatos debido a la venganza y las disputas de sangre durante el último período otomano. Los malisors vieron a los funcionarios otomanos como una amenaza para su forma de vida tribal y dejaron a sus bajraktars (jefes) ocuparse del sistema político otomano.
Los malisors (montañeses) vivían en tres regiones geográficas dentro del sanjacado de İşkodra. Malesia e Madhe (grandes tierras altas) con sus cinco grandes tribus católico-musulmanas (Hoti, Kelmendi, Shkreli, Kastrati y Gruda) y siete tribus pequeñas; Malesia e Vogel (pequeñas tierras altas) con siete tribus católicas como Shala, Shoshi, Toplana, Nikaj; y Mirdita, que también era una tribu grande y poderosa que podía movilizar a 5 000 tropas irregulares. El gobierno estimó que la fuerza militar de los malisors en el sanjacado de İşkodra ascendía a más de 30 000 miembros de tribus y los funcionarios otomanos opinaban que los montañeses podían derrotar a Montenegro por su cuenta con una asistencia estatal limitada.
Dıraç contenía la fértil llanura de Zadrima entre Mirdita y el río Drin. La vida política en el sanjacado estaba dominada por unos pocos terratenientes albaneses poderosos, como la familia Toptani, que controlaba el área alrededor de Kruja y Tirana como un feudo personal con propiedades familiares que ascendían a unos 123 000 acres. Para proteger los intereses económicos, los bey terratenientes de la zona mantenían pequeños ejércitos privados de entre 200 y 500 hombres que también servían como guardaespaldas durante los viajes. En la década de 1880, desde un punto de vista albanés, los sanjacados de İşkodra y Dıraç, junto con todo el İşkodra vilayet, pertenecían a la región de Gegënia.
En 1912 y principios de 1913 fue ocupada por miembros de la Liga Balcánica durante la Primera Guerra Balcánica . En 1914, el territorio del valiato de Scutari pasó a formar parte del Principado de Albania, establecido sobre la base de un contrato de paz firmado durante la Conferencia de Londres en 1913.

## Divisiones administrativas
Sanjacados del valiato:

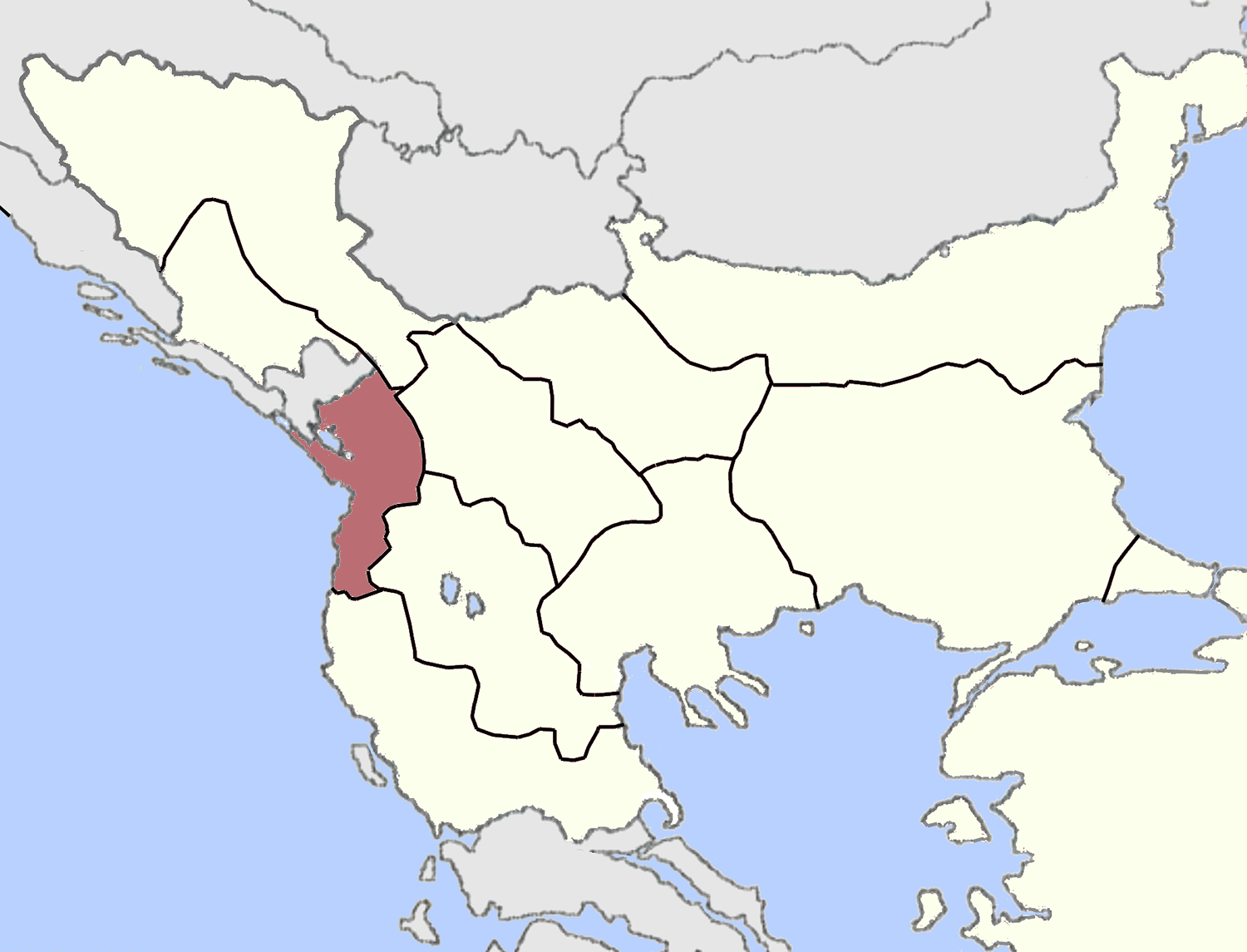
Valiato de Scutari en 1860.

1. Sanjacado de Scutari (Shkodër, Lezhë, Orosh, Pukë)
2. Sanjacado de Diraç (Durrës, Tirana, Krujë, Kavajë)